# 挫折 (松山千春のアルバム)
『挫折』（ざせつ）は、1992年9月21日にリリースされた松山千春の23枚目のオリジナル・アルバムである。

## 解説
- ALFAレコードから日本コロムビアへ移籍となって初めてのアルバムとしてリリースされた。このアルバムから、松山の髪型がそれまでの長髪から短髪に変わる。
- 先行シングルとして『INTENTIONAL』が発売された。
- 1998年には松山千春オリジナル・アルバム・コレクションVol.18として再リリース。

## 収録曲
| 全作詞・作曲: 松山千春。 |                  |           |            |          |      |
| #                        | タイトル         | 作詞      | 作曲・編曲 | 編曲     | 時間 |
| 1.                       | 「口笛」         | 松山千春  | 松山千春   | 倉田信雄 | 4:15 |
| 2.                       | 「BEST GIRL」    | 松山千春  | 松山千春   | 飛澤宏元 | 3:52 |
| 3.                       | 「吐息」         | 松山千春  | 松山千春   | 飛澤宏元 | 5:42 |
| 4.                       | 「あの日」       | 松山千春  | 松山千春   | 飛澤宏元 | 3:31 |
| 5.                       | 「情景」         | 松山千春  | 松山千春   | 瀬尾一三 | 5:18 |
| 6.                       | 「風よ」         | 松山千春  | 松山千春   | 飛澤宏元 | 5:18 |
| 7.                       | 「手紙」         | 松山千春  | 松山千春   | 飛澤宏元 | 5:08 |
| 8.                       | 「INTENTIONAL」  | 松山千春  | 松山千春   | 笛吹利明 | 4:22 |
| 9.                       | 「挫折」         | 松山千春  | 松山千春   | 瀬尾一三 | 7:48 |
| 10.                      | 「夕暮れ時の街」 | 松山千春  | 松山千春   | 笛吹利明 | 2:36 |
| 11.                      | 「こもりうた」   | 松山千春  | 松山千春   | 笛吹利明 | 4:08 |
| 合計時間:                | 合計時間:        | 合計時間: | 51:58      |          |      |

## メディアでの使用
| #  | 曲名             | タイアップ                 | 出典 |
| -- | ---------------- | -------------------------- | ---- |
| 10 | 「夕暮れ時の街」 | 味の素『ほんだし』CMソング |      |